# آلسیا لوکینی
آلسیا لوکینی (ایتالیایی: Alessia Lucchini؛ زادهٔ ۲۰ نوامبر ۱۹۷۸) یک شناگر ایتالیایی است که در رشته شنای موزون به فعالیت می‌پرداخت و در بازی‌های المپیک تابستانی ۲۰۰۰ شرکت کرد.